# Іщерська
Іщерськаа (рос. Ищёрская) — станиця у Наурському районі Чечні Російської Федерації.
Населення становить 4808 осіб. Входить до складу муніципального утворення Іщерське сільське поселення.

## Історія
Згідно із законом від 14 липня 2008 року органом місцевого самоврядування є Іщерське сільське поселення.

## Населення
| 1926 | 1990  | 2002  | 2010  |
| ---- | ----- | ----- | ----- |
| 4309 | ↗4639 | ↗4930 | ↘4808 |